# Eumyias sanfordi
Papa-moscas-de-minahasa ou papa-moscas-azul-de-minahassa (Eumyias sanfordi) é uma espécie de ave da família Muscicapidae.
É endémica da Indonésia.
Os seus habitats naturais são: regiões subtropicais ou tropicais húmidas de alta altitude.
Está ameaçada por perda de habitat.